# Himno de Chillán Viejo
El Himno de Chillán Viejo, es una composición representante de la comuna de Chillán Viejo, en la Región de Ñuble, Chile. Fue redactada por la profesora Silvia Bocaz, y compuesta por el músico Rodrigo Tapia Salfate.
El himno fue presentado el 20 de agosto del 2005, durante la gestión edilicia de Julio San Martín Chandía, en el aniversario del natalicio de Bernardo O'Higgins, junto con la bandera y el escudo de la comuna. En la ocasión, el alcalde de la localidad entregó a la autora, la letra del himno y el Decreto Alcaldicio n°903, cual aprueba el himno de la ciudad.